# بيلي جيلبرت
ويليام جيلبرت بارون (بالإنجليزية:William Gilbert Barron) (مواليد 12 سبتمبر 1894 - وفيات 23 سبتمبر 1971). ممثل كوميدي الأمريكي المعروف بمواقفه الروتينية العطس المصورة ظهر في أكثر من 200 فيلما روائيا، والموضوعات القصيرة والبرامج التلفزيونية ابتداء من عام 1929. وينبغي عدم الخلط مع بينه وبين ممثل الأفلام الصامته الممثل بيلي جيلبرت (1891-1961)، المعروف أيضا باسم "ليتل بيلي جيلبرت"، الذي ولد وليام V. كامبل. كان، والمعروفة أيضا باسم بيلي جيلبرت.

## روابط خارجية
- بيلي جيلبرت على موقع IMDb (الإنجليزية)
- بيلي جيلبرت على موقع ألو سيني (الفرنسية)
- بيلي جيلبرت على موقع ميوزك برينز (الإنجليزية)
- بيلي جيلبرت على موقع أول موفي (الإنجليزية)
- بيلي جيلبرت على موقع قاعدة بيانات برودواي على الإنترنت (الإنجليزية)
- بيلي جيلبرت على موقع قاعدة بيانات الأفلام السويدية (السويدية)
- بيلي جيلبرت على موقع ديسكوغز (الإنجليزية)
- بيلي جيلبرت على موقع قاعدة بيانات الفيلم (الإنجليزية)
- بيلي جيلبرت على موقع كينوبويسك (الروسية)
- Literature on Billy Gilbert
- بيلي جيلبرت على موقع فايند أغريف